# Johnny Servoz-Gavin
Georges-Francis "Johnny" Servoz-Gavin (ur. 18 stycznia 1942 roku w Grenoble; zm. 29 maja 2006 roku tamże) – francuski kierowca wyścigowy.

## Dzieciństwo i początki kariery
Syn oberżysty wcześnie opuścił rodzinny dom i rozpoczął karierę kierowcy wyścigowego. Początkowo występował w lokalnych rajdach samochodowych, by w 1965 roku przeznaczyć wszystkie swoje zasoby finansowe na zakup Brabhama, za kierownicą którego wystartował w Mistrzostwach Francji Formuły 3. W swoim pierwszym sezonie zajął czwarte miejsce w klasyfikacji generalnej, co zaowocowało podpisaniem kontraktu z fabrycznym zespołem Matra.
W 1966 roku w barwach tego zespołu wywalczył tytuł Mistrza Francji F3, co otworzyło mu drogę do występów w Formule 2. Jednocześnie został zgłoszony do wybranych wyścigów w Mistrzostwach Świata Formuły 1. Swój debiut zaliczył w trakcie tragicznego Grand Prix Monako 1967, gdzie odpadł po zaledwie czterech okrążeniach. W latach 1967–1969 wystąpił łącznie w dziewięciu wyścigach w barach Matry; najlepszym wynikiem było drugie miejsce w Grand Prix Włoch 1968. Wcześniej, podczas Grand Prix Monako 1968 prowadził przez pierwsze trzy okrążenia, ale wycofał się z powodu urwanej półosi.
W międzyczasie kontynuował pełny cykl startów w Formule 2. W 1969 roku został Mistrzem Europy tej kategorii, odnosząc jedno zwycięstwo (oraz dwa dalsze w klasie F2) i wyprzedzając w klasyfikacji końcowej Huberta Hahne o dziewięć punktów.

## Formuła 1 i zakończenie kariery
W 1970 roku przeszedł do zespołu Tyrrella, ale po niezakwalifikowaniu się do Grand Prix Monako zakończył karierę. Oficjalnym powodem był pogarszający się wzrok; konsekwencja wypadku narciarskiego zimą 1969 roku. Według innych źródeł, kontuzja nastąpiła w wyniku uderzenia spadającą gałęzią podczas rajdu off-road.
Łącznie w latach 1967-1970 wystąpił w dwunastu wyścigach, zdobył dziewięć punktów.
W późniejszych latach prowadził niekonwencjonalny tryb życia. Mieszkał na łodzi i w podróżnym karawanie. W 1982 roku doznał rozległych poparzeń wskutek wybuchu butli gazowej.
Spekulowano, że był tajemniczym kierowcą, którego nielegalne, nocne rajdy po ulicach Paryża zostały nakręcone przez Claude Leloucha na użytek filmu C'était un rendez-vous z 1976 roku.
W ostatnich latach życia zmagał się z problemami zdrowotnymi. Zmarł na niewydolność nerek w rodzinnym Grenoble w wieku 64 lat.